# Brougham (Fuhrwerk)

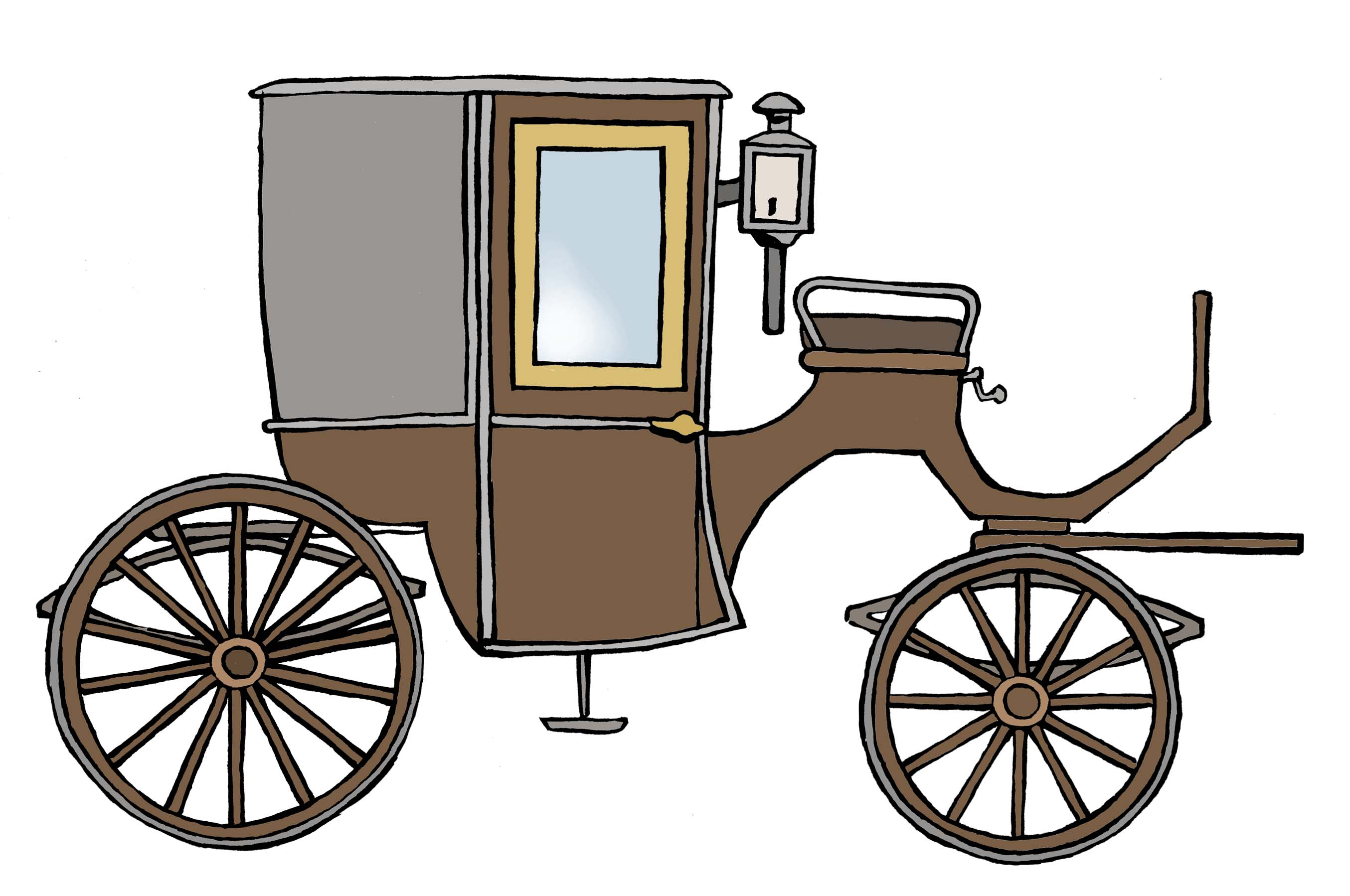
Brougham

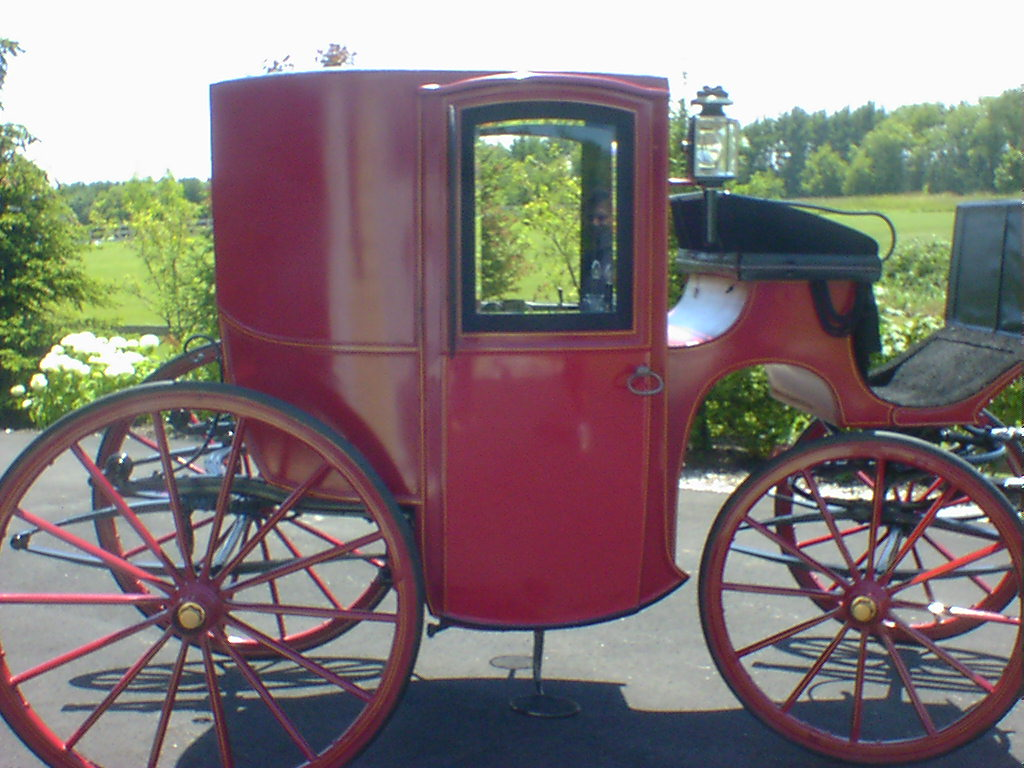
Brougham von Rauch & Lang (ca. 1890)

Der Brougham ist eine einspännige, vierrädrige, geschlossene Kutschenbauform für zwei Passagiere (plus einen dritten auf dem Kutschbock), benannt nach dem englischen Lordkanzler Lord Henry Brougham, 1. Baron Brougham and Vaux (1778–1868) der ca. 1838 eine solche Kutsche erstmals anfertigen ließ. Broughams sind eher niedrig gebaut, das Vorderteil wirkt wie „abgeschnitten“.
Broughams waren zwischen 1840 und 1900 sehr verbreitet. Einer der führenden US-amerikanischen Brougham-Hersteller der Kutschenära war Wolfington in Philadelphia.

## Varianten
- Brougham-Landaulet mit aufklappbarem Verdeck über dem Heck
- Double Brougham mit zwei gegenüberliegenden Sitzreihen
- Country Brougham[1]
- Depot Brougham[1]
- Growler (Depot Hack)[1]
- Coupé mit aufklappbarem Kindersitz mit dem Rücken zur Fahrtrichtung[1]
- Clarence, längere Ausführung mit zusätzlicher Sitzbank im vorderen Teil der Kutsche[1]
- Extension-front Brougham, US-amerikanische Bezeichnung für Coupé und Clarence[1]

## Andere Verwendungen des Begriffs
In Anlehnung an diesen Kutschentyp entstanden verschiedene Automobilkarosserieformen, in der Pionierzeit mit 2 oder 4 Plätzen für Chauffeurbetrieb und für Selbstfahrer. Diese waren von der Kutsche abgeleitet. Die Bezeichnung hielt sich vor allem in den USA; für Elektroautos wie den Detroit Electric war sie bis in die 1920er Jahre gebräuchlich. Im konventionellen Autobau wurde der Begriff in Variationen verwendet, etwa als Sport Brougham mit meist zwei Seitenscheiben, Lederbezug auf dem Dach und funktionslosen Sturmbügeln als Zierelement an der breiten C-Säule. Das Coupé de Ville wurde in den USA in der Regel als Town Brougham bezeichnet. Die Verbindung zu luxuriösen Automobilen führte dazu, dass viele US-Automobilhersteller wie etwa Cadillac, Chevrolet, Chrysler, Mercury, Oldsmobile oder American Motors die teuersten Ausführungen der jeweiligen Modellreihen mit dem Zusatz Brougham oder Town Brougham versahen. Die Ausstattung umfasste oft (gepolsterte) Ganz- oder Halb-Vinyldächer, angedeutete Sturmbügel und coach lamps genannte Lampen in der B-Säule.